# Kosovos fodboldforbund
Kosovos fodboldforbund (albansk: Federata e Futbollit er Kosovës), er den højeste myndighed indenfor fodbold i Kosovo, og styrer Kosovos fodboldlandshold.
Forbundet blev 3. maj 2016 blev landet medlem af det europæiske fodbold forbund UEFA, og får dermed mulighed for at stille op i de Europæiske klub turneringer og kvalifikationen til EM i 2020.
10 dage efter optagelsen af UEFA, blev landet også optaget af FIFA sammen med Gibraltar